# San Luis (Antioquia)
Pour les articles homonymes, voir San Luis.
San Luis est une municipalité située dans le département d'Antioquia, en Colombie.